# Risshū
Die Risshū (jap. 律宗; dt. etwa „Schule [shū] der Verhaltensregeln [ritsu]; Vinaya-Schule“) ist eine japanische Schule des Buddhismus, die während der Nara-Zeit entstand. Sie konnte sich als eigenständige Schule bis in die Gegenwart erhalten.

## Geschichte
Der chinesische Vorläufer der Risshū, die Lüzong (chinesisch 律宗, Pinyin Lǜzōng, W.-G. Lü-tsung), basierte auf dem Mahayana-Vinaya und wurde von Dao Xuan (596–667; 道宣,  dào xuān,  Tao-hsüan; jap. Dōsen) begründet und wird gemeinhin zu den sogenannten 13 großen buddhistischen Schulen Chinas (十三宗,  shísān zōng) gezählt.
Die Einführung der Risshū in Japan im Jahr 753 war genau wie ihre Gründung in China dahingehend motiviert, eindeutige Regeln für das Verhalten von buddhistischen Mönchen festzuschreiben und dabei insbesondere Fragen zu ihrer Ordination zu regeln. Dies war nötig geworden, da durch Unklarheit über diese Fragen eine als unerträglich befundene Ausbreitung von moralischer Laxheit, Willkür in buddhistischen Fragen und Machtgier die etablierten Schulen und ihre Lehren zu kompromittieren drohte.
In Japan war die Risshū dabei von Anfang an aufs engste mit politischen Interessen verbunden, da die Machthaber nicht gewillt waren, das unkontrollierte Anwachsen sowohl der Macht als auch der Anzahl der Mönche, die weder Steuern zahlen noch Frondienst leisten mussten, länger hinzunehmen.

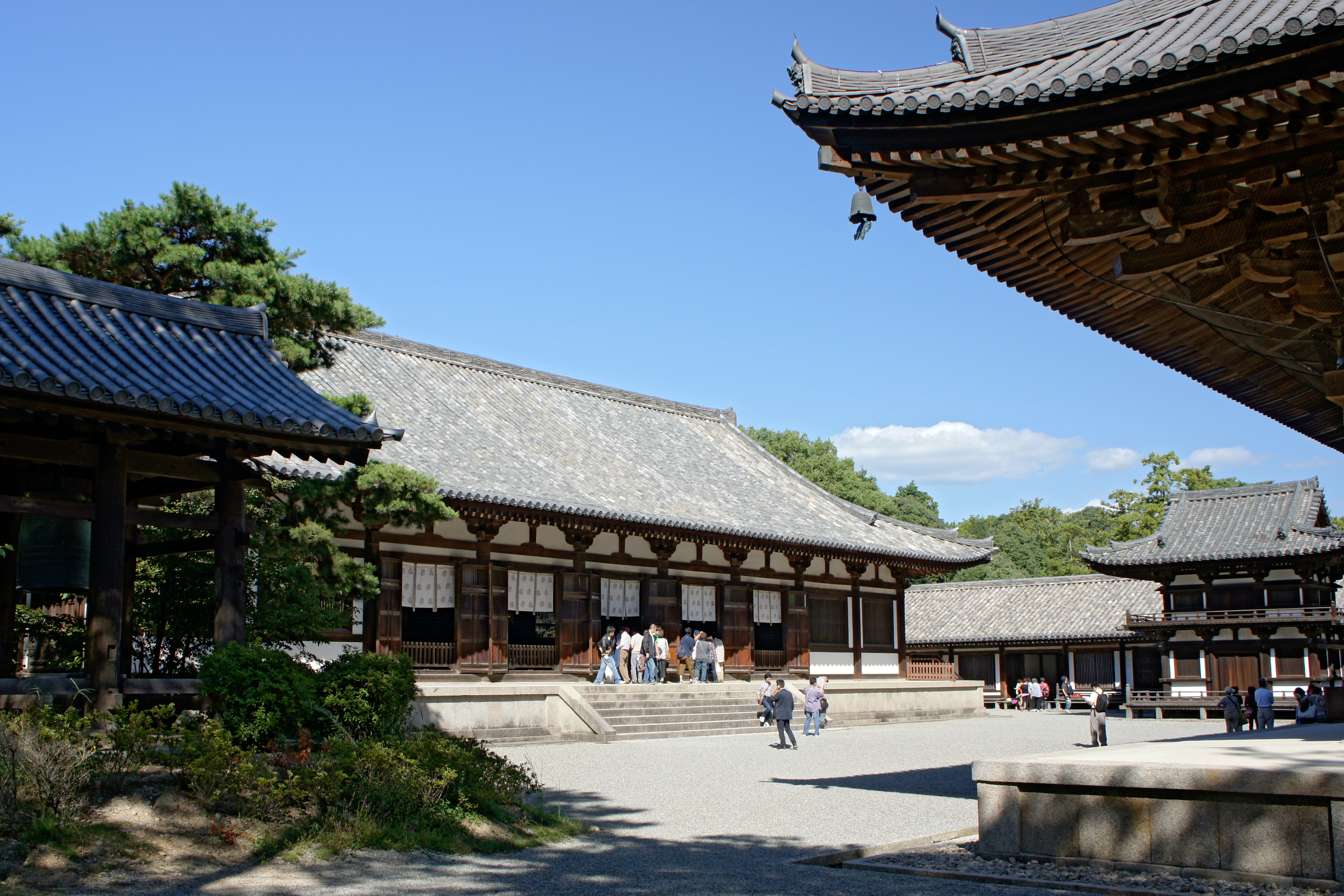
Tōshōdai-ji in Nara

Nach über einem Jahrhundert eigener innenpolitischer Versuche der Regulierung (u. a. in der Taika-Reform) entsendete schließlich Shōmu-tennō im Jahr 733 Vertreter von Hossō- und Sanron-shū, Eiei (栄叡; ?–749) und Fushō (普照; 8. Jh.), nach China, um Ritsu-Lehrer nach Japan einzuladen. Auf diese Bitte hin kam zunächst Dao Xuan. Im Jahr 753 folgte dann der berühmte Ritsu-Lehrer Jian Zhen (?–763; jap. Ganjin) nach vier vorher vergeblichen Überfahrtversuchen, der der eigenen Überlieferung der Risshū nach als deren wahrer Begründer angesehen wird. Er wurde am Kaiserhof mit den höchsten Ehren empfangen. Am Tōdai-ji wurde im Jahr 754 eine Ordinationsplattform (戒壇, kaidan) eingerichtet, die alle sechs Nara-Schulen repräsentieren sollte. Ganjin ordinierte dort im selben Jahr Shōmu sowie 400 Laien und 80 Mönche. Ganjin wurde schließlich zum Daisōjō (zu Deutsch etwa: „Groß-Rektifizierer“, einer der höchsten Ämter des damaligen Staats-Buddhismus) ernannt und errichtete im Jahr 759 den Tōshōdai-ji, den er zum Zentrum der Ritsu-Studien machte und wo er auch die Erlaubnis zur Errichtung einer eigenen Ordinationsplattform erhielt.
Ordinationsplattformen wurden im Jahr 761 auch am Kanzeon-ji in Dazaifu und am Yakushi-ji in der Provinz Shimotsuke eingerichtet. Zusammen mit denen am Tōdai-ji und Tōshōdai-ji kontrollierten diese die gesamten Ordinationen in Japan bis zur Heian-Zeit, als Saichō im Jahr 822 seine eigene Tendai-Mahayana-Ordinationsplattform auf dem Berg Hiei errichten durfte. Durch den Verlust ihres Monopols erlebte die Risshū im folgenden Jahrhundert einen starken Abstieg und stand Mitte des 10. Jahrhunderts kurz vor dem Erlöschen der Nachfolgelinie.
Einer der ersten Erneuerer war Jitsuhan (実範, auch Jippan; ?–1144), dessen Tradition sich aber nicht historisch bewährte.
Wesentlich erfolgreicher war die in der Kamakura-Zeit begonnene Tradition des Synkretismus von Ritsu und den Lehren der Shingon-shū, eine Bewegung, die unter Eison (叡尊, auch Eizon; 1201–90) begann und unter dem Namen Shingon-Ritsu (真言律) bzw. Shingon-Risshū (真言律宗) bekannt wurde und sich in bislang ungeahntem Ausmaß an die breite Bevölkerung, darunter auch erstmals Bauern und sogar Angehörige der Hinin-Klasse wendete. Zentrum der Shingon-Ritsu-Studien wurde der Tempel Saidai-ji, der zum Zeitpunkt von Eisons Tod ca. 1.500 Zweigtempel hatte.
Eisons bekanntester Schüler war Ninshō (忍性; 1217–1303; auch Ryōkan (良観)), der sich insbesondere durch seine umfangreichen sozialen Aktivitäten (wie dem Bau von Krankenhäusern und Brücken) und seine bereitwillige Annahme hoher Ehrenämter zu Lebzeiten (wofür er, insbesondere von Nichiren, scharf kritisiert wurde) einen Namen gemacht hatte. Im Jahr 1261 restaurierte er mit Hilfe der Hōjō-Regenten den Gokuraku-ji in Kamakura.
Der letzte große Erneuerer des Shingon-Ritsu war Jiun Onkō (1718–1804) während der Tokugawa-Zeit.
Eine andere und eigenständige Tradition der Ritsu-Lehre wurde im 13. Jahrhundert in Kyōto aus China eingeführt. Zunächst geschah dies durch Shunjō (俊芿; 1166–1227) im Jahr 1211, der mit Hilfe mit der Hōjō den Tempel Sennyū-ji in Kyōto errichtete. Die zweite Überlieferung geschah durch Donshō (曇照; ?–1239), der im Jahr 1228 nach seiner ersten Rückkehr den Kaikō-ji in Kyōto erbaute und im Jahr 1240 nach seiner zweiten Rückkehr den Sairan-ji in Dazaifu und den Tōrin-ji in Kyōto zu Zentren von Ritsu-Studien machte. Diese Tradition des sogenannten Ritsu der nördlichen Hauptstadt wurde allerdings nie besonders populär.

## Schriften
Grundtext ist das Shibun-ritsu (四分律; dt. etwa „Das Vinaya in vier Teilen“, das Vinaya ist die Sammlung der Verhaltensregeln für Mönche), eine von Buddhayaśas und Zhu Fonian in den Jahren 412/413 (jap. Bustudayasha oder Kakumyō und Jiku Butsunen) angefertigte Übersetzung des Dharmaguptaka-vinaya der indischen Dharmagupta-Schule. Es werden in seinen vier Teilen u. a. sowohl Ursachen als auch Folgen und diesen angemessene Bestrafungen des Fehlverhaltens der Mönche und Nonnen detailliert beschrieben.
Zweiter Grundtext wurde das Shibun-ritsu-gyōji-shō (四分律行事鈔), ein Kommentar zum Shibun-ritsu von Dao Xuan.
Im Shingon-Ritsu wurden zusätzlich zum Shibun-ritsu das Bonmōkyō (梵網經, das Brahmajāla-sūtra), das Yugaron (瑜伽論, das Yogācārabhūmi-śāstra), die Regelwerke der Sarvastivada, sowie die drei Hauptschriften von Dao Xuan verwendet.

## Lehre
Philosophisch oder theologisch gesehen brachte die Risshū eigentlich keine Innovationen für den Buddhismus in Japan. Ihre strenge Auslegung der Regeln für die Ordensgemeinschaften war aber unübertroffen. Ihr Primat der Praxis über die Theorie zugunsten einer moralischen Festigung der buddhistischen Lehre sollte weitreichende Folgen für die historische Entwicklung des japanischen Buddhismus haben.